# Instituut voor veiligheidsstudies van de Europese Unie
Het Instituut voor veiligheidsstudies van de Europese Unie (Engels: European Union Institute for Security Studies, EUISS) is een agentschap van de Europese Unie voor het gemeenschappelijk buitenlands en veiligheidsbeleid (GBVB), opgericht in 2001 en gevestigd in Parijs. Het heeft als doel een gemeenschappelijke Europese veiligheidscultuur te creëren, aan de ontwikkeling van het GBVB bij te dragen en het Europees strategisch debat te verrijken.
Het EUISS is een autonoom agentschap en geniet intellectuele vrijheid. Als denktank onderzoekt het instituut voor de EU relevante veiligheidskwesties en biedt het een platform voor gedachtewisseling. In de hoedanigheid als een EU agentschap ontwikkelt het instituut tevens toekomstgerichte analyses voor de Raad van de EU en hoge vertegenwoordiger van de Unie voor Buitenlandse Zaken en Veiligheidsbeleid Catherine Ashton.
Het EUISS is een netwerkpartner van de Europese veiligheids- en defensieacademie.

## Onderzoek
Het EUISS onderzoekt thema's gerelateerd aan het gemeenschappelijk buitenlands en veiligheidsbeleid (GBVB), waaronder het gemeenschappelijk veiligheids- en defensiebeleid (GVDB). Het instituut behandelt EU-betrekkingen met de Verenigde Staten, de westelijke Balkan, Afrika, het Middellandse Zeegebied, het Midden-Oosten/de Golfstaten, Rusland, de Oostelijke buurlanden en Azië, evenals thematische gebieden als antiterrorisme, ontwapening en non-proliferatie, conflictpreventie en crisismanagement, ontwikkeling en bestuur en EU-uitbreiding.

## Publicaties
Het vlaggenschip van het instituut is de serie Chaillot Papers, een serie monografieën. Deze zijn geschreven door zowel externe experts als onderzoekers van het instituut, gebaseerd op collectieve werken of individueel onderzoek en behandelen alle relevante onderwerpen voor de veiligheid van de Unie. Het instituut publiceert daarnaast ook Occasional Papers, boeken, rapporten en kortere beleidsbriefings en analyses.

## Geschiedenis
Het EUISS is opgericht door het Gemeenschappelijk optreden van de Raad van 20 juli 2001 (herzien door het Gemeenschappelijk optreden van de Raad op 21 december 2006) als vervanging van het Instituut voor veiligheidsstudies van de West-Europese Unie (opgericht in juli 1990). Het instituut werd ingewijd op 1 januari 2002.